# زوتیس
زوتیس (انگلیسی: Zoetis) شرکت داروسازی آمریکایی است، که در سال ۱۹۵۲ تأسیس شد.